# ライブバトルカード ライブオン
『ライブバトルカード ライブオン』は、2008年よりポプラ社から発売されていたトレーディングカードゲームである。

## 概要
モンスターカードとワザカードなどで41枚（または21枚）のデッキを組み対戦を行う。カードのドロー、相手モンスターの攻撃やワザカードの効果によってデッキからカードが減っていき、先に相手のデッキを0枚（ライブオーバー）にした時点で勝ちとなる。
児童向け漫画雑誌『月刊コミックブンブン』を基幹に、漫画・アニメとメディアミックス展開を行った。『コミックブンブン』廃刊後の2010年1月より、タイトルを『ライブオンXZ（ - クロスゾーン）』に改めたが同年1月30日にブースターパック第1弾を発売したのを最後に展開がない。
公認大会も開催されており、体験会参加や大会優勝者などに配布される非売品のカードも存在する。
2009年8月20日にアクワイアから本作を題材としたニンテンドーDS用ゲームソフト『ライブオンDS』が発売された。

## ルール詳細

### フィールド
互いのフィールドは、それぞれ前列のAライン（アタックライン）と後列のBライン（バックライン）に分かれる。Aラインはモンスター同士で戦闘を行う場となり、Bラインはモンスターのライブ（召喚）、およびトルク（各種カードの効果を発動するためのコスト）発生の場となる。各ラインに置けるカードはそれぞれ5枚（合計10枚）までで、それを越える枚数のカードが存在する状況になった場合は、余剰分を捨て札としなければならない。
この他に、捨て札を置く「捨て山」、デッキ置き場などが別途つくられる。

### デッキ構築のルール
同名カードは4枚まで。デッキ枚数は40枚、最初にBラインに置くカードライバーカードも含めて41枚のデッキで構築する。カードライバーカードは最低1枚は入っていることが原則。デッキの枚数は直接ライフになるので、その枚数より過不足がないようにする。大会によっては例外有り。

### カードの種類
カードライバーカード
モンスターをライブする存在を示すカード。デッキに最低1枚は必要であり、ゲーム開始時にも場に出ていなければならない。
モンスターカード
プレイヤー（カードライバー）によって召喚（ライブ）され、バトルを行うカード。
モンスターごとにパワーが存在し、また中には様々な効果を発揮するものがいる。
ワザカード
手札から発動（ライブ）し、様々な効果をもたらすカード。使い捨てであり、使用後は捨て山に置かれる。
ライブチェンジカード
カードライバーカードに重ねることで、モンスターとしても扱えるようになるカード。
カードライバーごとに、対応するライブチェンジモンスターは決められている。また、ライブチェンジはBライン上でしか行えない。
クロスチェンジカード
ライブチェンジしたモンスターに重ねて更に強化するカード。
ライブチェンジの一種として扱われ、Bライン上でしか行えず、強化できるライブチェンジモンスターは決められている。
これ以外にもカードは色によって、赤は「大地系」、青は「大海系」、白は「大空系」、黒は「大冥界系」という系統に分類される。

### ゲームの流れ

#### 開始まで
- デッキからカードライバーカードを1枚抜き出し、フィールドのBライン上に伏せて置く。
- デッキをシャッフルした後にじゃんけんなどで先攻・後攻を決定し、最初の手札をデッキの上から6枚引く（ドロー）。引いたカードが気に入らない場合は一度だけデッキに戻し、シャッフルして引き直してもよい（マリガン）。
- 互いに伏せていたカードライバーカードを表にし、ゲームを開始する。この時、お互いに「ライブオン!」と大きな声で言うことが公式ルールで定められている。

以下、先攻・後攻で交互に下記の手順（ターン）を、どちらかのデッキがなくなるまで繰り返す。

#### ターンの流れ
カード表示の修正
ターン開始時、横向き（ダウン状態）になっているカードがあった場合、すべて縦向き（スタンド状態）にする。
ドロー
ターンの開始時にデッキの上から1枚引き、手札に加える。なお、先攻は最初の第一ターンのみ行わず、次の自分のターンからドローを行う。これ以降の行動は任意。
モンスターの移動
モンスターがフィールドに存在する場合、A・Bライン間を移動させることができる。ただし、既に5枚のカードで埋まっているラインへは移動できない。
モンスターのライブ、もしくはカードライバーのライブチェンジ
手札のモンスターカードをBラインに出す（ライブする）。もしくはBラインにいるカードライバーをライブチェンジさせる。
一度にライブできるモンスターは2体まで。ライブする時、カード名の先頭に★がついている同名のカードは自分のフィールドに1枚までしか存在できない。（★を持つ同じ名前のカードが自分の場に2枚以上ある場合、そのカードの持ち主は1枚になるように捨てる）
相手モンスター、またはデッキへの攻撃
Aラインにいるモンスターで相手Aライン上のモンスター、またはデッキに対し攻撃を行う。
モンスター同士のバトルではパワーの高い方が勝ち、負けた方は捨て山に置かれる。その場合、勝った方はフィールドに残るが、バトルした相手モンスターのパワー分減退する。引き分けならば両方とも捨て山に置かれる。
相手Aライン上にモンスターがいない、いても迎撃をしなかった場合、相手のデッキへ直接攻撃を行うことで、一番上から1枚捨て山へ送ることができる（バースト）。
その時、バーストされたカードがリアクション効果を持っていた場合、その効果が発動する。

## 用語

### カード全般
ライブ
手札からモンスターカードやカードライバーカードを場に出す、もしくは手札からワザカードの効果を発動すること。
トルク（発生トルク / 必要トルク）
カードをライブする際に必要となるコスト。大地系（赤）、大空系（白）、大海系（青）、大冥界系（黒）の4種類（4色）がある。
トルクはカード左側のマークの数と色で表され、Bライン上に置かれた時にはそのマーク分のトルクを発生させ（発生トルク）、ライブする時には逆にそのマーク分のトルクが必要となる（必要トルク）。ただし、トルクの下に数字が書かれている場合、必要トルクは「発生トルク分 + その数字分（色の種類は問わない）のトルク」となる。色の種類を問わないことから、この上乗せされる必要トルクは「無色トルク」とも呼ばれる。
発生トルクはライブするカードすべてで共有するため、ライブする度に発生トルクが減少する（消費される）ということはない。
また例外として、発生トルクが1のモンスターやカードライバーのみ、ライブ時の必要トルクは0となる。
スタンド
モンスター、カードライバーのカードが縦向きの状態。相手との戦闘、効果の発動など、何らかの行動ができる状態で、行動後に横向き（ダウン状態）にする。
ダウン
モンスター、カードライバーのカードが横向きの状態。一切の行動をすることができない。
ダウン状態のカードは、自分のターン開始時に全てスタンド状態に戻る。
ダウンマーク
矢印の中に "D" と書かれたマーク。カードの効果の中で、スタンド状態からダウンさせることで発動するものについている。
バースト
モンスターで相手のデッキへ攻撃し、捨て山に送ること。
送る枚数は攻撃したモンスターのパワーに関係なく基本的に1枚で、複数枚送れるかは特殊能力の有無による（バーストXを参照）。
リアクション
デッキからカードがバーストされたその瞬間に発動する効果。デッキの最後の1枚だった場合は無効。

### モンスターの特殊能力
ラッシュ
通常、Bラインにライブしたモンスターは、次のターンからAラインへ進めるようになるが、この能力を持つモンスターはライブ直後にAラインへ進み、戦闘を行える。
バーストX
1回のバーストで、デッキのカードを2枚以上捨て山に送る能力。Xに入る数字は枚数を示す。
突破X
相手モンスターを撃破した際に、デッキもバーストできる能力。Xに入る数字はバーストする枚数を示す。
ディフェンダー
Aライン上にスタンド状態でいるとき、攻撃対象になった他のモンスターの身代わりに防御モンスターとなることができる。
ステルス
攻撃時、相手Aライン上のモンスターやそのディフェンダー能力を無視できる。
先制・攻撃 / 先制・防御
相手モンスターとバトルした時に、相手よりも先に攻撃（迎撃）を行うことで、相手のパワー以上であれば一方的に撃破してパワーを減退させずに場に残る能力（パワーが互角の場合でも同様）。撃破できなかった場合は、通常と同じように自分のパワーも減退する。
「～攻撃」は自分から攻撃した際、「～防御」は相手から攻撃された際に適用され、「～攻撃」「～防御」同士では普通のバトルになる。
再生
モンスターに撃破されたとき、条件を満たせばその撃破を無効にし、ダメージを全て取り除く。
パルトナ
「ゴールドタイタン族」というモンスターをライブする際にフィールドに出ている必要があるモンスター。

## 特殊ルール
ハーフデッキ
デッキの枚数を通常の半分の21枚にして行うバトル。デッキ枚数以外のルールの違いなどは特になし。
タッグバトル
互いに2対2のプレイヤー同士で行い、両者のデッキが無くなった方の負け。通常と比べ以下のルールの違いがある。
- デッキの枚数は21枚、最初の手札は4枚となる。最初のターンは双方ともにドローはできず、捨て山は共有しない。
- ライブされたモンスター及び、発生トルクは共有できるが、A・Bライン上に置けるカードは2人合わせて5枚まで。最初のターンにはラッシュ能力持ちのモンスターをライブしてもAラインに進めるだけで攻撃はできない。
- 先攻、後攻には1番目と2番目（先攻の1番・2番、後攻の1番・2番）という制限がかかり、自分のモンスターの攻撃は同じ番号の相手にだけ有効。ワザカードの使用には制限がなく、好きなタイミングで使える。同じ番号の相手のデッキがライブオーバーしている時は違う相手を攻撃できる。
- ターンは先攻の1番→後攻の1番→先攻の2番→後攻の2番、という流れになる。
- ライブオーバーしたプレイヤーは手札を全て自分の捨て山に置き、残っている仲間のプレイヤーがそのターンを引き継ぐ（1ターン中に2回自分のターンを行う）。その時各ライン上にモンスターが存在している場合はそのまま使える。

## カード
日付は発売開始日。
- スターターセット 2008年10月25日
- ブースターパック第1弾 2008年10月25日
- ブースターパック第2弾 種族の絆（しゅぞくのきずな） 2009年1月24日
- ブースターパック第3弾 彩光の竜（さいこうのドラゴン） 2009年4月25日
- ブースターパック第4弾 黄金の煌（おうごんのきらめき） 2009年7月25日
- ブースター特別版 アニメスペシャル 2009年8月29日
- ブースター特別版 アニメスペシャル2 2009年11月28日
- ライブオンXZ ブースターパック第1弾 2010年1月30日
- 構築済みデッキ 暁の双翼（あかつきのそうよく） 2009年6月27日
- 構築済みデッキ 華麗なる輪舞（かれいなるロンド） 2009年5月23日
- 構築済みデッキ 紅蓮の咆哮（ぐれんのほうこう） 2009年3月21日
- 構築済みデッキ 冥界の呪縛（めいかいのじゅばく） 2009年2月21日
- XZブースターパック第1弾 2010年1月30日[1]

## 関連書籍
- ライブオン 無敵カードガイド vol.1 2008年11月発売　ISBN 978-4-591-10573-3[5]

　　※vol.1とあるがvol.2以降は発売されていない。